# 소마 큐브

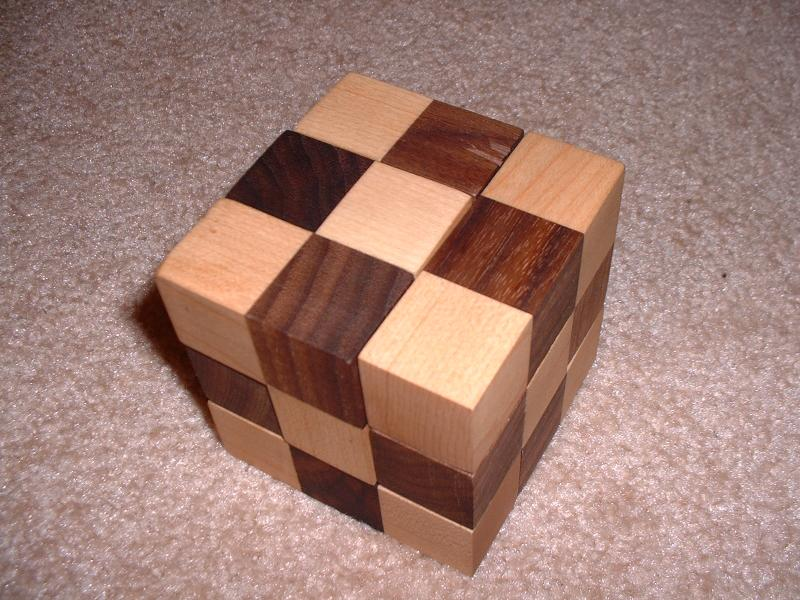
소마 큐브

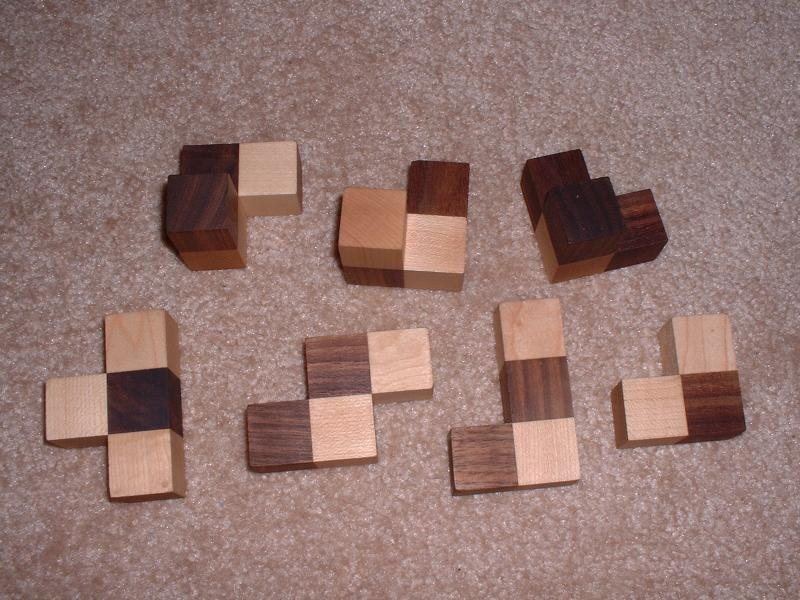
소마 큐브의 조각

소마 큐브(soma cube)는 1933년 피에트 하인이 베르너 하인즈베르그의 양자 역학 강의 도중 개발한 3차원 퍼즐이다. 3개 또는 4개의 정육면체로 구성된 일곱 개의 조각을 가지고 3 x 3 x 3 정육면체를 비롯한 많은 기하학적 모양들을 만들 수 있는 것이다.
소마 큐브의 7개의 각으로 정육면체를 만드는 방법은 반사, 회전을 무시하고 240가지가 있다. 이것은 컴퓨터 프로그램을 이용해서 찾을 수 있다.
소마큐브는 연결되어있는 것과 여러 조각들로 나눠져 있다.

## 같이 보기
- 폴리오미노
- 폴리큐브
- 베들람 큐브